# Everton Football Club
L'Everton Football Club, noto semplicemente come Everton (IPA: /ˈɛvərtən/), è un club calcistico inglese con sede nella città di Liverpool, militante nella massima serie della Football Association; disputa le proprie partite casalinghe allo stadio Hill Dickinson.
Fondato nel 1878, l'Everton è il club più antico della città e tra i membri fondatori della Football League; vanta un primato di centoventitre stagioni nella massima serie inglese, di cui settantadue consecutive. Nel suo palmarès figurano le vittorie di nove campionati, cinque coppe nazionali e nove supercoppe, oltre ad una Coppa delle Coppe conquistata nel 1985.
I tifosi dell'Everton vivono una rivalità sportiva con i concittadini del Liverpool, accentuatasi intorno alla metà degli anni ottanta.

## Storia
La fondazione del St Domingo's risale al 1878 dalla Chiesa metodista di St Domingo's del distretto di Everton della città di Liverpool. Il club venne poi rinominato Everton Football Club circa un anno dopo.
L'Everton fu un fondatore della Football League nel 1888/89 e vinse il suo primo titolo di lega nella stagione 1890/91. La FA Cup fu conquistata nel 1906 ed una seconda vittoria in campionato risale al 1914/15. La pausa della prima guerra mondiale interruppe tutto il calcio britannico proprio mentre l'Everton era campione in carica, avvenimento che riaccadde poi nella stagione del 1939 in occasione del secondo conflitto mondiale.
Fino al 1927 nessun trofeo si aggiunse a quelli già conquistati, ma il periodo d'oro dei Toffeemen sarebbe di lì a poco cominciato. Nel 1925 il club acquistò Dixie Dean dal Tranmere Rovers che, nel 1927/28, siglò il primato di reti in una stagione con un totale di 60 goal in 39 partite, un record che tutt'oggi è ancora imbattuto. Dean aiutò così l'Everton a conquistare la sua terza First Division.
L'Everton retrocesse in Second Division due anni dopo a causa di un periodo di tumulti interni al club. Tuttavia, il club venne promosso l'anno successivo firmando il record di reti stagionale della serie cadetta inglese. Il ritorno nella massima serie fu in grande stile, e l'Everton arrivò al suo quarto titolo nell'anno successivo alla promozione, ovvero la stagione 1931/32, vinse la sua seconda FA Cup nel 1933 siglando un 3-0 in finale contro il Manchester City. L'era d'oro termina con la stagione 1938/39, quando l'Everton si aggiudicò la sua quinta First Division.
La pausa forzata dei campionati a causa della Seconda Guerra Mondiale terminò ufficialmente nel 1946, la squadra era stata divisa e la rosa impallidiva di fronte a quella dell'epoca d'oro prima della guerra. L'Everton retrocesse per la seconda volta nel 1950/51 e non fece ritorno nella massima serie fino alla stagione 1952/53, quando terminò seconda la sua terza stagione in Second Division.
La seconda era di successi per l'Everton comincia quando Harry Catterick divenne allenatore nel 1961. Nella stagione 1962/63, la seconda in cui il nuovo allenatore era in carica, l'Everton vinse il suo sesto trofeo nazionale a cui seguì nel 1966 l'FA Cup vinta in finale per 3-2 contro lo Sheffield Wednesday. Nel 1968 l'Everton raggiunse nuovamente la finale della coppa nazionale inglese, ma venne sconfitto al Wembley dal West Bromwich Albion. Due anni dopo, durante la stagione 1969/70, l'Everton terminò nuovamente con la vittoria del campionato, a nove punti di distanza dal Leeds United, conquistando la sua settima First Division. Nella stagione successiva, negli ottavi della Coppa dei Campioni 1970/71, fu la prima squadra a passare un turno, contro il Borussia Mönchengladbach, ai calci di rigore. Durante questi anni, l'Everton fu il primo club inglese a partecipare per cinque anni consecutivi nelle competizioni europee, dalla stagione 1961/62 a quella 1966/67.
Tuttavia i successi terminarono e l'Everton negli anni successivi si piazzò quattordicesima, poi quindicesima (con la cessione del proprio miglior giocatore, Alan Ball, all'Arsenal), poi diciassettesima e infine settima. Harry Catterick venne esonerato nel 1973, ma nessun suo successore riuscì a conquistare alcun trofeo da piazzare in bacheca durante gli anni settanta. Sotto la guida di Billy Bingham e di Gordon Lee, l'Everton conquistò due quarti posti ed una terza piazza, finché nel 1981 si cambiò definitivamente rotta.
Rotterdam, De Kuip, 15 maggio 1985
 Everton -  Rapid Vienna 3-1
Marcatori: 55' Gray, 72' Steven, 83' Krankl, 85' Sheedy.
Everton: Southall, Mountfield, Stevens, Ratcliffe, van den Hauwe, Steven, Reid, Bracewell, Sheedy, Gray, Sharp.
Allenatore: Howard Kendall.
Rapid Vienna: Konsel, Lainer, Garger, Brauneder, Weber, Kienast, Kranjčar, Hristic, Krankl, Weinhofer, Pacult.
Allenatore: Barić.
Arbitro:  Casarin.
Howard Kendall divenne allenatore dell'Everton e lo guidò attraverso uno dei suoi periodi più entusiasmanti e di successo della storia del club. In Gran Bretagna l'Everton vinse una FA Cup nel 1984 e due campionati nelle stagioni 1984/85 e 1986/87, inoltre sotto la guida di Kendall arrivò il primo, ed al momento unico, trofeo internazionale mai conquistato, la Coppa delle Coppe del 1985.
Il successo europeo giunse battendo in ordine University College Dublin, Inter Bratislava e Fortuna Sittard nelle prime fasi della competizione, poi sconfiggendo giganti tedeschi del Bayern Monaco in semifinale per 3-1, in una partita votata come la più spettacolare mai visto nella storia al Goodison Park, e vincendo il trofeo con lo stesso risultato al De Kuip di Rotterdam contro gli austriaci del Rapid Vienna in finale.
Nel 1985 l'Everton andò molto vicino al treble, avendo vinto campionato e Coppa delle Coppe, ma sfortunatamente perse la finale di FA Cup contro il Manchester United. Nella stagione successiva l'Everton terminò seconda in campionato alle spalle dei cugini del Liverpool e perse nuovamente in finale la FA Cup sempre contro i rivali cittadini, ma riconquistò il titolo di campione d'Inghilterra nella stagione 1986/87.
Dopo il disastro dell'Heysel e la conseguente esclusione delle squadre inglesi dalle competizioni continentali, l'Everton perse le possibilità di competere nuovamente per altri trofei europei. Kendall si spostò in Spagna ad allenare l'Athletic Bilbao subito dopo aver conquistato l'ultimo campionato e venne succeduto dal suo assistente Colin Harvey, che nel 1989 portò l'Everton in finale di FA Cup, persa poi per 3-2 dopo i tempi supplementari contro il Liverpool.
Nel 1992 venne fondata la Premier League, di cui l'Everton fu membro fondatore, ma nei primi anni il club faticò a trovare l'allenatore giusto e una rosa competitiva. Howard Kendall tornò in panchina nel 1990, ma non riuscì a ripetere i suoi passati successi alla guida dei Toffeemen; il suo successore, Mike Walker, fu addirittura il peggiore allenatore di sempre dell'Everton in termini di risultati. Dal 1994, quando l'ex giocatore Joe Royle divenne allenatore, il club ricominciò a migliorare le proprie prestazioni; la prima partita di Royle da allenatore vide una entusiasmante vittoria per 2-0 nel Merseyside Derby ai danni del Liverpool. Royle riuscì a far terminare gli anni bui, portando l'Everton, nel 1994-1995, alla vittoria della FA Cup per la quinta volta, battendo in finale il Manchester United per 1-0 con gol di Paul Rideout.
La vittoria nella coppa nazionale permise all'Everton di partecipare nuovamente alla Coppa delle Coppe, la prima dopo la sospensione dei club inglesi dalle coppe internazionali per ia della strage dell'Heysel. I progressi sotto la guida di Royle continuarono nella stagione 1995-1996, che vide l'Everton, guidato dal nuovo acquisto Andrej Kančel'skis, prelevato per 5 milioni di sterline (acquisto più oneroso nella storia del club sino a quel momento), riscalare la classifica della Premier League, fino a terminare con un buon sesto posto, migliore risultato dal 1988. La successiva tribolata stagione fu segnata dal coinvolgimento nella lotta per non retrocedere e dalle dimissioni, nel marzo 1997, di Royle, che fu rimpiazzato temporaneamente dal capitano Dave Watson prima del termine del campionato, chiuso in quindicesima posizione. Howard Kendall venne per la terza volta rinominato allenatore dell'Everton nel 1997, ma gli insuccessi non cessarono: la squadra concluse al diciassettesimo posto in campionato ed evitò la retrocessione solo grazie ad una migliore differenza reti rispetto al Bolton Wanderers. Nell'estate del 1998 a Kendall successe Walter Smith, rimasto in sella per tre stagioni, con piazzamenti sempre nella prima metà della classifica.
Nel marzo 2002 Smith venne esonerato dopo l'eliminazione dalla FA Cup per mano del Middlesbrough e con l'Everton in pericolo di retrocessione nella serie cadetta. David Moyes fu incaricato di rimpiazzare Smith e di salvare la stagione dell'Everton, che guadagnò la permanenza in massima serie finendo in quindicesima posizione.
Nella stagione 2002-2003 l'Everton terminò settimo, la posizione più alta conseguita dal 1996. Nella stagione 2004-2005 la quarta piazza finale consentì all'Everton la qualificazione ai preliminari di UEFA Champions League, esperienza che tuttavia durò poco: dopo aver fallito la qualificazione alla fase gironi, la squadra venne malamente eliminata anche dalla Coppa UEFA, per mano della Dinamo Bucarest. Il campionato 2005-2006 fu difficile per il club di Liverpool, che tenne un andamento da squadra in lotta per non retrocedere fino al gennaio 2006, quando si risollevò con cinque vittorie di fila, per poi chiudere all'undicesimo posto. Nel 2006-2007 il club concluse la Premier League al sesto posto, qualificandosi alla Coppa UEFA. Nelle due stagioni successive di campionato l'Everton riuscì a qualificarsi ancora alla Coppa UEFA. Nel 2007-2008 raggiunse le semifinali della Coppa di Lega dopo vent'anni, mentre nel 2008-2009 arrivò in finale di FA Cup, persa contro il Chelsea. Durante la gestione di Moyes fu infranto per ben quattro volte il record di acquisto più costoso nella storia del club, con gli acquisti di James Beattie per 6 milioni di sterline nel gennaio 2005, di Andy Johnson per 8,6 milioni nell'estate del 2006, Yakubu Aiyegbeni per 11 milioni nell'estate del 2007 e infine di Marouane Fellaini per 15 milioni di sterline nel settembre 2008. Fu inoltre sotto la guida di David Moyes che Wayne Rooney lasciò la propria squadra d'origine, passando al Manchester United per un'ulteriore cifra record di 27 milioni di sterline.
Chiusasi senza trofei vinti la gestione ultradecennale di Moyes, approdato al Manchester United per raccogliere la pesante eredità di Alex Ferguson, l'Everton congedò anche il proprio capitano Phil Neville, che al termine della stagione 2012-2013 si ritirò dall'attività agonistica, dopo diciotto anni di carriera. La panchina dei Toffees fu affidata a Roberto Martínez, che nel 2013-2014, con una squadra rinforzata dagli arrivi in prestito di Gerard Deulofeu e Romelu Lukaku, ottenne il quinto posto finale in campionato, accedendo alla Coppa UEFA. Nell'estate del 2014 il club stabilì un nuovo record di acquisto più oneroso, riscattando la proprietà di Lukaku per 28 milioni di sterline, e ingaggiò il fuoriclasse camerunese Samuel Eto'o. Dopo il deludente undicesimo posto della stagione 2014-2015, ottenuto grazie a una risalita nel finale di torneo, per la stagione 2015-2016 la dirigenza attuò il riscatto della proprietà di Deulofeu per 6 milioni di sterline e Aaron Lennon per 4,5 milioni di sterline e mise sotto contratto Tom Cleverley e due sudamericani, l'argentino Ramiro Funes Mori (pagato 9,5 milioni di sterline) e l'uruguaiano Leandro Rodríguez. Malgrado l'esosa campagna acquisti (proseguita in gennaio con l'acquisto dell'attaccante nigeriano Oumar Niasse per 13,5 milioni di sterline), la squadra disputò una stagione mediocre, seppur impreziosita dalla semifinale raggiunta in Coppa di Lega e dalla semifinale di FA Cup. Nel febbraio 2016 fu confermato l'ingresso nel club del magnate iraniano Farhad Moshiri, che rilevò il 49,9% delle quote societarie, mentre il 12 maggio seguente Martínez fu sollevato dall'incarico e rimpiazzato temporaneamente da David Unsworth, che guidò i suoi all'undicesimo posto in Premier League.
Affidata all'olandese Ronald Koeman con contratto triennale, la squadra trascorse la stagione 2016-2017 nella prima metà della classifica, chiusa al settimo posto, valido per la qualificazione all'Europa League. Lukaku, con 25 gol, fu il primo calciatore dell'Everton a raggiungere quota 20 reti in una stagione dai tempi di Gary Lineker (nel 1985-1986) e fu vicecapocannoniere del campionato. Ceduto il belga al Manchester Utd per ben 90 milioni di sterline (record per l'Everton), nell'estate del 2017 i Toffees ne spesero 45 per assicurarsi l'islandese Gylfi Sigurðsson dello Swansea City e 25 per Jordan Pickford, che divenne il portiere più costoso della Premier League; fu messo sotto contratto anche Wayne Rooney, di ritorno, dopo tredici anni, nel club che lo aveva lanciato. Nell'ottobre 2017 Koeman fu esonerato con la squadra quasi eliminata dall'Europa League e in zona retrocessione in campionato. Lo sostituì David Unsworth, tecnico delle giovanili, a sua volta rimpiazzato, dopo un negativo mese, da Sam Allardyce, che riuscì a risollevare la squadra sino all'ottavo posto finale nel 2017-2018.
Fu poi il portoghese Marco Silva a sedere sulla panchina dei Toffees. La compagine di Liverpool, rinforzata dall'arrivo dell'attaccante brasiliano Richarlison per circa 55 milioni di euro (l'acquisto più costoso nella storia del club), concluse il campionato 2018-2019 all'ottavo posto, mentre nel corso della stagione 2019-2020 Silva fu esonerato dopo la sconfitta contro il Liverpool, con la squadra al terzultimo posto in Premier League. Passato nelle mani di Carlo Ancelotti, l'Everton chiuse il campionato al dodicesimo posto. Nel 2020-2021 la squadra offrì ottime prestazioni nella fase iniziale del campionato, salendo ai vertici della classifica, anche grazie alle prestazioni del centravanti Dominic Calvert-Lewin; nel girone di ritorno il rendimento fu peggiore e la compagine di Liverpool chiuse il torneo al decimo posto, a -3 dalla zona Europa.
Nell'estate del 2021 il partente Ancelotti fu rimpiazzato da Rafael Benítez, la cui permanenza sulla panchina del club, già minata dalla pessima accoglienza riservatagli dai tifosi, durò soltanto fino al gennaio 2022, quando, al culmine di una crisi di risultati, lo spagnolo fu rimpiazzato da Frank Lampard, che guidò i suoi alla salvezza, giunta alla penultima giornata. Il 15 settembre 2023 viene annunciato un principio d'accordo per il passaggio di proprietà alla società statunitense 777Partners da parte dell'imprenditore iraniano Farhad Moshiri.
Il 23 settembre 2024, attraverso un comunicato ufficiale, The Friedkin Group rappresentato da Dan Friedkin, annuncia l'inizio della trattativa per l'acquisizione del Club con il 94% delle quote appartenenti a Moshiri. L'accordo per il passaggio definitivo delle quote, viene ufficializzato il successivo 19 dicembre 2024.

## Colori e simboli

### Colori
Durante il primo decennio della sua storia, l'Everton ha indossato diversi colori. La squadra originariamente giocava vestita di bianco poi si presentarono le divise a strisce bianco-blu. La confusione al riguardo venne placata e fu deciso che la divisa sarebbe stata nera, sia per risparmiare sul piano economico e sia per darsi un tono più professionale. Il risultato, comunque, non risultò gradito, fu così inserita una banda diagonale di colore arancione.
Quando la squadra si trasferì al Goodison Park nel 1892, giocò inizialmente con una maglietta color salmone con pantaloncini blu, prima di cambiare definitivamente optando per il blu come colore della divisa e nero per i pantaloncini. Il famoso royal blue (blu reale) che accompagnerà i Toffee Man fu introdotto per la prima volta nella stagione 1901-02. Il club giocò in divisa azzurra nel 1906, ma i fans protestarono e richieserò a gran voce il ritorno al tradizionale royal blue. Occasionalmente l'Everton ha giocato con colorazioni più chiare del royal blue come nelle stagioni 1930-31 e 1997-98, risultando tuttavia una decisione impopolare tra i tifosi che hanno ormai proclamato il royal blue un marchio di fabbrica per l'Everton.
Tradizionalmente la divisa da trasferta dell'Everton fu di color ambra con pantaloncini che potevano variare tra il royal blue o lo stesso ambra. Tuttavia recentemente sono stati preferiti colori come nero, bianco, grigio e giallo, più sobri, eleganti e al passo con i tempi rispetto all'inusuale maglietta ambra.

### Simboli

#### Stemma
Alla fine della stagione 1937-38, l'amministratore delegato Theo Kelly, che poi diventerà presidente della società, cercò di disegnare una cravatta con i colori dell'Everton. La scelta della pigmentazione ricadde sul ggffddp, ma Kelly voleva anche inserire uno stemma di rappresentanza. Ci lavorò sopra per circa quattro mesi, prima di decidere di riprodurre la Prince Rupert's Tower, una torre situata nel quartiere Everton di Liverpool ed utilizzata in passato come cella di paese.
Sullo stemma la torre è accompagnata da due corone d'alloro, a ricordare il  The College of Arms. di Londra. Kelly scelse le corone d'alloro poiché storicamente simboli di vittoria. Lo stemma fu inoltre accompagnato dal motto, "Nil Satis Nisi Optimum", che in latino significa "Niente è sufficiente, se non il meglio".

Logo utilizzato dal 2000 al 2013

Logo utilizzato nella stagione 2013-14

Logo utilizzato dalla stagione 2014-15 ad oggi

Il club nei primi anni raramente incorporò lo stemma sulle divise da gioco. La scritta "EFC" fu adottata dal 1922 fino al 1930, nel 1973 fu riadottata. Lo stemma disegnato da Kelly fu utilizzato per la prima volta nel 1980 e da allora rimase per sempre a decorare le magliette dell'Everton, passando sotto più di una rivisitazione.
Al termine della stagione 2012-13 la società decise di modificare nuovamente il logo, adottandone uno realizzato con la collaborazione della Nike, sponsor tecnico proprio da quella stagione. Il nuovo simbolo creò non poche lamentele negli ambienti blues, che mobilitò una petizione on-line che collezionò più di 25.000 firme in favore del ritorno al logo precedente. La società tuttavia rispose con un comunicato ufficiale sul sito internet della squadra, affermando che il nuovo logo si sarebbe mantenuto per la stagione a venire, per poi poter in futuro essere ridisegnato con la collaborazione di tutto il popolo Toffees.

#### Soprannome
Il soprannome più riconosciuto per l'Everton dai suoi tifosi è "The Toffees" o anche "The Toffeemen", che venne dato dopo l'arrivo del team al Goodison. Esistono diverse versioni del perché questo soprannome venne adottato, la più conosciuta è quella che il nome fosse stato ispirato da un negozio di dolciumi vicino allo stadio il "Mother Noblett's Toffee Shop" che restava aperto anche durante i giorni delle partite. Altre versioni attribuiscono l'utilizzo di questo soprannome ad una tradizione: prima delle partite la "Toffee Lady" distribuiva alla folla sugli spalti, toffee gratis, tipico di Liverpool, percorrendo tutto il perimetro del campo. La parola "Toffee" era inoltre spesso utilizzata anche per riferirsi agli immigrati irlandesi, che tra il XIX ed il XX secolo erano ormai diventati una minoranza importante a Liverpool e che come tradizione vuole si schierarono dalla parte calcistica dell'Everton.

#### Inno
L'inno dell'Everton è We're Forever Everton, scritto nel 1995 da Graham Gouldman e arrangiato dagli Strawberry Studios, che avevano già collaborato per la produzione degli inni di altri club inglesi come il Manchester City e il Leeds United.

## Strutture

### Stadio

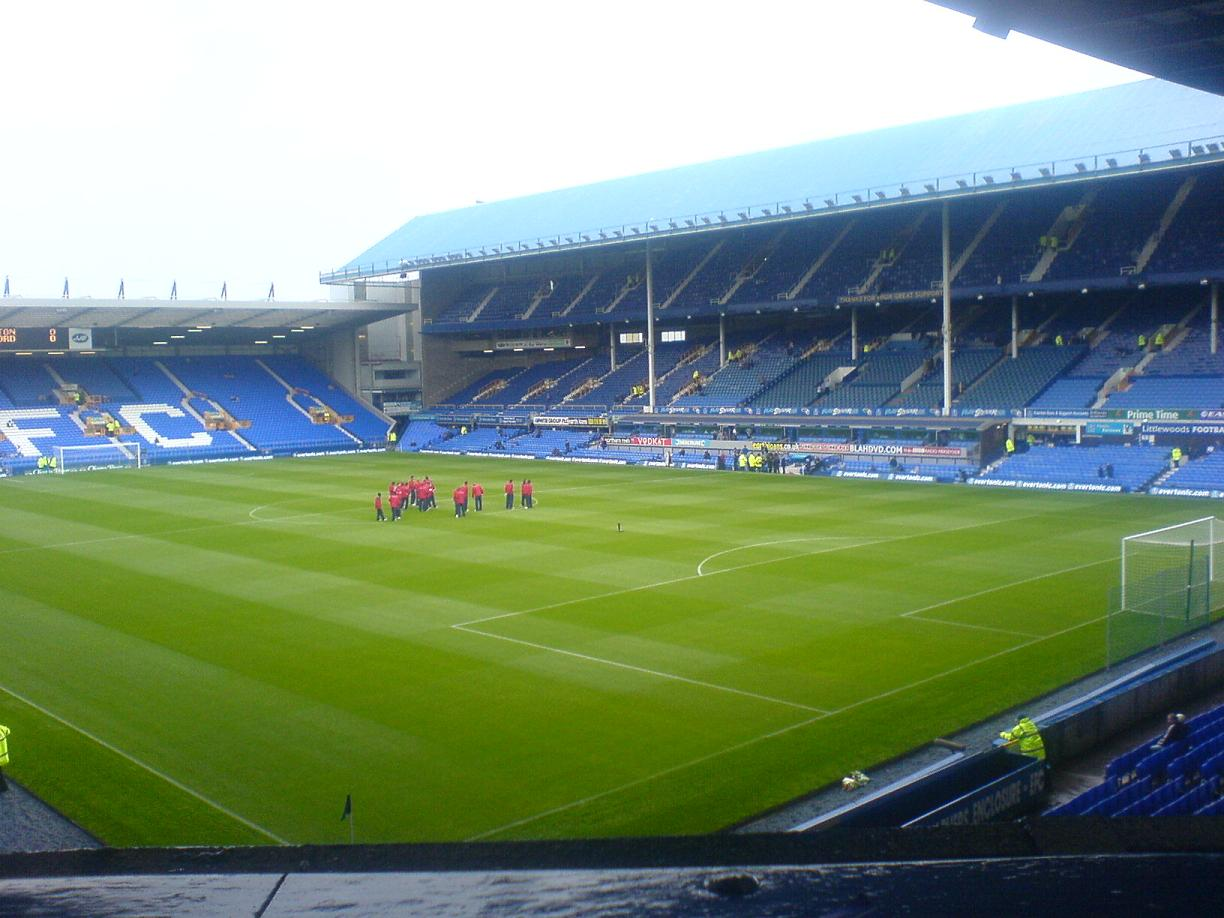
L'interno del Goodison Park.

Lo stadio dell'Everton è il Goodison Park, inaugurato nel 1892. Ha una classificazione UEFA a quattro stelle su cinque massime. Il Goodison Park, chiamato anche "The Grand Old Lady" dai tifosi, ospita le partite dei Toffees dalla fondazione del club. Il Goodison Park ha ospitato cinque partite del Mondiale del '66 giocato in Inghilterra, tra cui: gli incontri del Gruppo 3 della nazionale brasiliana, il quarto di finale tra Portogallo e Corea del Nord e la semifinale tra Germania Ovest e URSS.
Il Goodison Park presto verrà sostituito dal nuovo stadio, che sorgerà al Bramley-Moore Dock. Everton Stadium sarà la nuova casa dei Toffees a partire dalla stagione 2025/2026.

#### Statistiche d'affluenza
- 78 299 - vs. Liverpool Premier League 18/09/1948
- 77 920 - vs. Manchester Utd FA Cup 14/02/1953
- 76 839 - vs. Preston N.E. Premier League 28/08/1954
- 75 818 - vs. Blackburn Rovers FA Cup 29/01/1958
- 75 322 - vs. Wolverhampton Premier League 27/12/1954

### Centro di allenamento
Il campo di allenamento dell'Everton è stato dal 1946 fino al recente 2007 il Bellefield localizzato nella zona a ovest di Liverpool, nel 1966 in occasione dei Mondiali in Inghilterra, ospitò gli allenamenti della Nazionale Brasiliana. Il 9 ottobre 2007 il Bellefield dovette far posto alla più moderna Finch Farm, rinominata dai tifosi "School of Science" (Scuola della Scienza). Acquistata per 2 milioni di sterline, Finch Farm si colloca ad Halewood, nella periferia sud di Liverpool, nelle immediate vicinanze del John Lennon Airport; il nuovo campo d'allenamento è uno dei più tecnologici ed avanzati complessi sportivi in tutta Europa, comprendente dieci campi regolamentari e molte altre strutture di moderna concezione. Il Finch Farm è sede di allenamento oltre che per la prima squadra, anche per il settore giovanile.

## Società

### Organigramma societario
- The Friedkin Group - Proprietario
- Bill Kenwright - Chairman[35]
- Jon Woods - Vicepresidente
- Robert Earl - Dirigente
- Robert Elstone - Direttore dell'esecutivo
- Keith Tamlin - Vicepresidente onorario

### Sponsor
| Sponsor ufficiale - Nessuno (1974 - 1979) - Hafnia (1979 - 1985) - NEC (1985 - 1995) - Danka (1995 - 1997) - One 2 One (1997 - 2002) - Kejian (2002 - 2004) - Birra Chang (2004-2017) - SportPesa (2017-2020) Angry Birds Sleeve Sponsor (2017-2020) - Cazoo (2020 - 2022) - Kick (2022 - oggi) BOXT Sleeve Sponsor (2022-oggi) | Sponsor tecnico - Umbro (1974 - 1983) - Le Coq Sportif (1983 - 1986) - Umbro (1986 - 2000) - Puma (2000 - 2004) - Umbro (2004 - 2009) - Le Coq Sportif (2009 - 2012) - Nike (2012 - 2014) - Umbro (2014 - 2020) - Hummel (2020 - 2023) |

## Allenatori
- 1888-1889  W.E. Barclay
- 1889-1901  Dick Molyneux
- 1901-1918  William C. Cuff
- 1918-1919  W.J. Sawyer
- 1919-1935  Thomas H. McIntosh
- 1936-1948  Theo Kelly
- 1948-1956  Cliff Britton
- 1956-1958  Ian Buchan
- 1958-1961  Johnny Carey
- 1961-1973  Harry Catterick
- 1973-1977  Billy Bingham
- 1977-1981  Gordon Lee
- 1981-1987  Howard Kendall
- 1987-1990  Colin Harvey
- 1990-1993  Howard Kendall
- 1994  Mike Walker
- 1994-1997  Joe Royle
- 1997-1998  Howard Kendall
- 1998-2002  Walter Smith
- 2002-2013  David Moyes
- 2013-2016  Roberto Martínez
- 2016-2017  Ronald Koeman
- 2017-2018  Sam Allardyce
- 2018-2019  Marco Silva
- 2019-2021  Carlo Ancelotti
- 2021-2022  Rafael Benítez
- 2022-2023  Frank Lampard
- 2023  Leighton Baines (Ad interim)
- 2023-2025  Sean Dyche
- 2025  Séamus Coleman (Ad interim)
- 2025-  David Moyes

## Calciatori

### Everton Giants
I seguenti giocatori sono considerati dei "Giants", delle vecchie glorie, per i loro contributi con la casacca dell'Everton. Una lista stilata dal club nel 2000 in cui ad oggi ogni anno viene introdotto un nuovo giocatore.
| Introduzione | Nome             | Nazionalità            | Ruolo | Anni da calciatore | Anni da allenatore        | Presenze | Reti |
| ------------ | ---------------- | ---------------------- | ----- | ------------------ | ------------------------- | -------- | ---- |
| 2014         | Bobby Collins    | Scozia (bandiera)      | AT    | 1958–62            |                           | 133      | 42   |
| 2013         | Derek Temple     | Inghilterra (bandiera) | AT    | 1957–67            |                           | 234      | 72   |
| 2012         | Brian Labone     | Inghilterra (bandiera) | DIF   | 1958–71            |                           | 451      | 2    |
| 2011         | Duncan Ferguson  | Scozia (bandiera)      | AT    | 1994–98, 2000–06   |                           | 240      | 62   |
| 2010         | Trevor Steven    | Inghilterra (bandiera) | CEN   | 1983–89            |                           | 210      | 48   |
| 2009         | Harry Catterick  | Inghilterra (bandiera) | AT    | 1946–51            | 1961–1973                 | 59       | 19   |
| 2008         | Gordon West      | Inghilterra (bandiera) | POR   | 1962–72            |                           | 402      | 0    |
| 2007         | Colin Harvey     | Inghilterra (bandiera) | CEN   | 1963–74            | 1987–1990                 | 384      | 24   |
| 2006         | Peter Reid       | Inghilterra (bandiera) | CEN   | 1982–89            |                           | 234      | 13   |
| 2005         | Graeme Sharp     | Scozia (bandiera)      | AT    | 1979–91            |                           | 447      | 159  |
| 2004         | Joe Royle        | Inghilterra (bandiera) | AT    | 1966–74            | 1994–97                   | 275      | 119  |
| 2003         | Kevin Ratcliffe  | Galles (bandiera)      | DIF   | 1980–91            |                           | 461      | 2    |
| 2002         | Ray Wilson       | Inghilterra (bandiera) | DIF   | 1964–68            |                           | 151      | 0    |
| 2001         | James Alan Ball  | Inghilterra (bandiera) | CEN   | 1966–71            |                           | 251      | 79   |
| 2000         | Howard Kendall   | Inghilterra (bandiera) | CEN   | 1966–74, 1981      | 1981–87, 1990–93, 1997–98 | 274      | 30   |
| 2000         | Dave Watson      | Inghilterra (bandiera) | DIF   | 1986–99            | 1997                      | 522      | 38   |
| 2000         | Neville Southall | Galles (bandiera)      | POR   | 1981–97            |                           | 751      | 0    |
| 2000         | Bob Latchford    | Inghilterra (bandiera) | AT    | 1973–80            |                           | 286      | 138  |
| 2000         | Alex Young       | Scozia (bandiera)      | AT    | 1960–67            |                           | 272      | 89   |
| 2000         | Dave Hickson     | Inghilterra (bandiera) | AT    | 1951–59            |                           | 243      | 111  |
| 2000         | T. G. Jones      | Galles (bandiera)      | DIF   | 1936–49            |                           | 178      | 5    |
| 2000         | Ted Sagar        | Inghilterra (bandiera) | POR   | 1929–52            |                           | 500      | 0    |
| 2000         | Dixie Dean       | Inghilterra (bandiera) | AT    | 1924–37            |                           | 433      | 383  |
| 2000         | Sam Chedgzoy     | Inghilterra (bandiera) | CEN   | 1910–25            |                           | 300      | 36   |
| 2000         | Jack Sharp       | Inghilterra (bandiera) | CEN   | 1899–09            |                           | 342      | 80   |

### Miglior squadra dell'Everton
All'inizio della stagione 2003-2004, all'interno delle celebrazioni per il 125º anniversario dalla fondazione, un gruppo di tifosi votò per determinare la migliore squadra di tutti i tempi dell'Everton.
- Neville Southall (1981-1997)
- Gary Stevens (1982-1989)
- Brian Labone (1958-1971)
- Kevin Ratcliffe (1980-1991)
- Ray Wilson (1964-1969)
- Trevor Steven (1983-1990)
- James Alan Ball (1966-1971)
- Peter Reid (1982-1989)
- Kevin Sheedy (1982-1992)
- Dixie Dean (1925-1937)
- Graeme Sharp (1980-1991)

### Membri della English Hall of Fame
I giocatori dell'Everton inseriti nella lista della English Football Hall of Fame sono:
- Dixie Dean (2002)
- Paul Gascoigne (2002)
- James Alan Ball (2003)

- Tommy Lawton (2003)
- Gary Lineker (2003)
- Howard Kendall (2005)

- Peter Beardsley (2007)
- Mark Hughes (2007)
- Ray Wilson (2008)

- Joe Mercer (2009)
- Harry Catterick (2010)

### Football League 100 Legends
La Football League 100 Legends è una lista di 100 giocatori leggendari, prodotta dall'ente The Football League nel 1998, per celebrare la centesima stagione della League Football. Ecco l'elenco dei giocatori dell'Everton inseriti in questa lista celebrativa:
- James Alan Ball
- Dixie Dean

- Paul Gascoigne
- Tommy Lawton

- Gary Lineker
- Joe Mercer

- Neville Southall
- Alex Young

### Partecipanti al campionato del mondo
I seguenti giocatori sono stati selezionati dalle loro rispettive nazionali, mentre militavano nell'Everton, per il campionato del mondo.
- Ray Wilson (1962 - 1966)
- James Alan Ball (1966 - 1970)
- Keith Newton (1970)
- Brian Labone (1970)
- Tommy Wright (1970)
- Peter Reid (1986)
- Trevor Steven (1986 - 1990)
- Gary Stevens (1986 - 1990)
- Gary Lineker (1986 - 1990)
- Phil Jagielka (2014)
- Ross Barkley (2014)
- Leighton Baines (2014)
- Jordan Pickford (2018 - 2022)
- Conor Coady (2022)
- Kevin Sheedy (1990)
- Lee Carsley (2002)
- Graeme Sharp (1986)
- Alex Parker (1958)
- Stuart McCall (1990)
- Slaven Bilić (1998)
- Thomas Myhre (1998)
- Thomas Gravesen (2002)
- Niclas Alexandersson (2002 - 2006)
- Tobias Linderoth (2002 - 2006)
- Nuno Valente (2006)
- Tim Cahill (2006 - 2010 - 2014)
- Joe-Max Moore (1994 - 1998 - 2002)
- Landon Donovan (2002 - 2006 - 2010)
- Tim Howard (2006 - 2010 - 2014)
- Kevin Mirallas (2014)
- Romelu Lukaku (2014)
- Amadou Onana (2022)
- Gylfi Sigurðsson (2018)

### Vincitori di titoli
Campioni del mondo
- Ray Wilson (Inghilterra 1966)

Campioni del Sudamerica
- Richarlison (Brasile 2019)

Calciatori campioni olimpici di calcio
- Richarlison (Tokyo 2020)

Calciatori vincitori della Nations League
- Lucas Digne (2021)

## Palmarès

### Competizioni nazionali

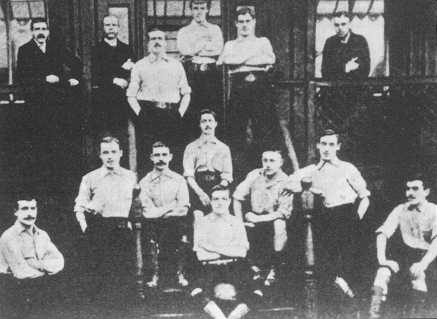
L'Everton campione d'Inghilterra nel 1890-1891

25 trofei
- Campionato inglese: 9

1890-1891, 1914-1915, 1927-1928, 1931-1932, 1938-1939, 1962-1963, 1969-1970, 1984-1985, 1986-1987
- Coppa d'Inghilterra: 5

1905-1906, 1932-1933, 1965-1966, 1983-1984, 1994-1995
- Charity Shield: 9

1928, 1932, 1963, 1970, 1984, 1985, 1986, 1987, 1995
- Campionato inglese di seconda divisione: 1

1930-1931

### Competizioni internazionali
1 trofeo
- Coppa delle Coppe: 1

1984-1985

### Competizioni giovanili
- FA Youth Cup: 3

1964-1965, 1983-1984, 1997-1998
- Milk Cup: 6

1995 (Under-14), 2002 (Under-14), 2008 (Under-14), 2009 (Under-14), 2011 (Under-14), 2013 (Under-14)

### Altri riconoscimenti
- World Soccer Magazine Squadra dell'anno: 1

1985

## Statistiche e record

### Statistiche

#### Competizioni nazionali
| Livello | Categoria       | Partecipazioni | Debutto   | Ultima stagione | Totale |
| ------- | --------------- | -------------- | --------- | --------------- | ------ |
| 1º      | First Division  | 89             | 1888-1889 | 1991-1992       | 122    |
| 1º      | Premier League  | 33             | 1992-1993 | 2024-2025       | 122    |
| 2º      | Second Division | 4              | 1930-1931 | 1953-1954       | 4      |

#### Partecipazioni alle competizioni internazionali
| Competizione                               | Trofeo | Debutto   | Ultima stagione | Miglior risultato | Partecipazioni | G  | V  | N | P  | RF | RS |
| ------------------------------------------ | ------ | --------- | --------------- | ----------------- | -------------- | -- | -- | - | -- | -- | -- |
| Coppa dei Campioni / UEFA Champions League |        | 1963-1964 | 2005-2006       | Quarti di finale  | 3              | 10 | 2  | 5 | 3  | 14 | 10 |
| Coppa UEFA / Europa League                 |        | 1975-1976 | 2017-2018       | Ottavi di finale  | 9              | 52 | 27 | 8 | 17 | 87 | 64 |
| Coppa delle Coppe                          |        | 1966-1967 | 1995-1996       | Vincitore         | 3              | 17 | 11 | 4 | 2  | 25 | 9  |
| Coppa delle Fiere                          |        | 1962-1963 | 1965-1966       | Terzo Turno       | 3              | 12 | 7  | 2 | 3  | 22 | 15 |

### Record

#### Squadra
Di seguito si riportano i primati dell'Everton:
- Membro fondatore della Football League e della Premier League.
- Primo club ad inserire le reti alle porte.
- Primo club a costruire uno stadio per puro scopo calcistico.
- Primo club a giocare una finale di FA Cup.
- Primo club ad avere uno stadio con gli spalti sui quattro lati del campo da gioco.
- Primo club a vantare il terzo anello nel proprio stadio.
- Primo club ad essere visitato da un monarca regnante.
- Primo club ad indossare magliette numerate da 1 ad 11.
- Primo club ad assumere un allenatore.
- Primo club a comparire in una diretta televisiva.
- Primo (ed unico) club ad avere un giocatore che ha realizzato 60 goal in campionato in una stagione.
- Primo club del Merseyside a vincere una FA Cup.
- Club con più stagioni nella massima divisione inglese, con 122 stagioni disputate sulle 126 complessive.

#### Individuali
| Record di presenze - 750 - Neville Southall - 534 - Brian Labone - 528 - Dave Watson - 497 - Ted Sagar - 489 - Kevin Ratcliffe | Record di reti - 383 - Dixie Dean - 159 - Graeme Sharp - 138 - Bob Lachtford - 125 - Alex Young - 119 - Joe Royle |

## Tifoseria
I tifosi dell'Everton sono soprannominati Toffees (molto probabilmente perché questo è anche il soprannome usuale degli immigrati irlandesi di Liverpool, tendenzialmente vicini al club) oppure Blues (in contrapposizione ai Reds, i tifosi del Liverpool).
Il seguito popolare nella sola città di Liverpool è molto vasto (rispetto al blasone più "nazionale" del Liverpool), ragione per la quale da qualche anno a questa parte l'Everton ha adottato il nuovo soprannome di "The People's Club" ("la squadra del popolo").
Tra i suoi tifosi più celebri l'Everton può annoverare il glorioso nome di Paul McCartney.
In realtà circolerebbero voci riguardanti anche gli altri Beatles George Harrison e John Lennon, ma nel primo caso non ci sono mai state né prove né smentite da parte dello stesso Harrison; nel caso di Lennon invece c'è un aneddoto che risale al 1966, quando il Beatle presenziò alla finale di F.A. Cup vinta dall'Everton insieme all'amico McCartney. In ogni caso, neanche questa voce è stata mai provata o smentita dall'interessato. Comunque, recentemente, il primo batterista dei Beatles Pete Best (altro dichiarato tifoso dei toffees) avrebbe dichiarato che Lennon, se sollecitato nel dichiararsi, avrebbe sicuramente rivelato la sua fede calcistica per l'Everton. Nel 2007 durante una promozione del suo film, anche Sylvester Stallone dichiarò la sua fede evertonians, nata dopo le riprese del film Fuga per la vittoria (1981). Inoltre anche i wrestler della WWE Daniel Bryan e Bad News Barrett sono tifosi della squadra, nonostante quest'ultimo abbia affermato di tifare anche per la storica rivale, il Liverpool Football Club.

### Gemellaggi e rivalità
La rivalità coi cugini del Liverpool è ovviamente molto sentita, sebbene non tanto quanto altre rivalità cittadine (il derby di Liverpool è spesso chiamato "il derby amichevole").
Si hanno rivalità anche con i tifosi del Manchester Utd e del Tranmere.
Altra curiosità particolare è quella dei tifosi "traditori". Infatti alcune vere e proprie leggende dei Liverpool, nate a Liverpool come Jamie Carragher, Robbie Fowler, Steve McManaman e Michael Owen erano grandi tifosi Blues al Goodison Park, tuttavia hanno realizzato la carriera da giocatori di successo all'Anfield, con la maglia dei rivali cittadini. Una leggenda metropolitana vuole che anche il piccolo Steven Gerrard avesse nell'armadio una maglietta dei Blues, nonostante la notizia sia stata smentita dallo stesso capitano del Liverpool, il quale ha dichiarato nella sua biografia che il kit dell'Everton gli fu regalato dallo zio tifoso dei blues, e di aver sempre tifato per la squadra con la quale è diventato una leggenda.

#### Derby del Merseyside

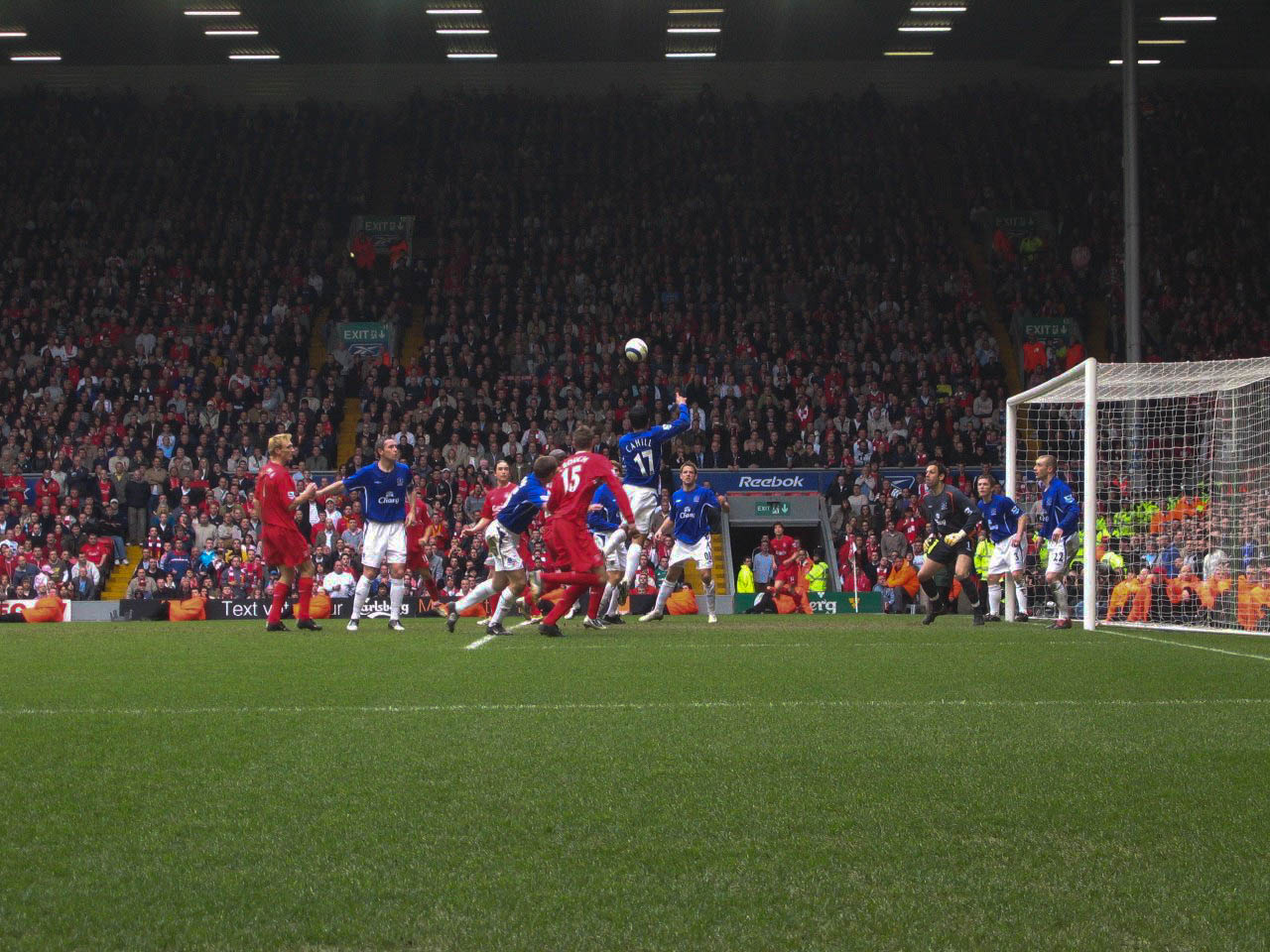
Il derby di Liverpool all'Anfield

Il Merseyside Derby è il derby di Liverpool che vede scontrarsi gli Evertonian e i Liverpudlians. Questo derby viene tradizionalmente chiamato "The Friendly Derby" a causa del gran numero di famiglie a Liverpool che hanno in sé tifosi di entrambe le squadre; questo infatti è uno dei pochi derby che non necessita dell'utilizzo da parte delle autorità di ingenti misure di sicurezza. Il rispetto reciproco è infatti alla base della rivalità storica tra Blues e Reds.

## Organico

### Rosa 2025-2026
Rosa, numerazione e ruoli, tratti dal sito ufficiale, sono aggiornati al 12 agosto 2025
| N. |                        | Ruolo | Calciatore       |
| -- | ---------------------- | ----- | ---------------- |
| 1  | Inghilterra (bandiera) | P     | Jordan Pickford  |
| 2  | Scozia (bandiera)      | D     | Nathan Patterson |
| 3  | Marocco (bandiera)     | D     | Adam Aznou       |
| 5  | Inghilterra (bandiera) | D     | Michael Keane    |
| 6  | Inghilterra (bandiera) | D     | James Tarkowski  |
| 7  | Inghilterra (bandiera) | C     | Dwight McNeil    |
| 9  | Portogallo (bandiera)  | A     | Beto             |
| 10 | Senegal (bandiera)     | A     | Iliman Ndiaye    |
| 11 | Francia (bandiera)     | A     | Thierno Barry    |
| 12 | Irlanda (bandiera)     | P     | Mark Travers     |
| 15 | Irlanda (bandiera)     | D     | Jake O'Brien     |
| 17 | Portogallo (bandiera)  | A     | Youssef Chermiti |

| N. |                        | Ruolo | Calciatore                |
| -- | ---------------------- | ----- | ------------------------- |
| 18 | Inghilterra (bandiera) | A     | Jack Grealish             |
| 19 | Ucraina (bandiera)     | D     | Vitalij Mykolenko         |
| 22 | Inghilterra (bandiera) | C     | Kiernan Dewsbury-Hall     |
| 23 | Irlanda (bandiera)     | D     | Séamus Coleman (capitano) |
| 24 | Argentina (bandiera)   | C     | Carlos Alcaraz            |
| 27 | Senegal (bandiera)     | C     | Idrissa Gueye             |
| 32 | Inghilterra (bandiera) | D     | Jarrad Branthwaite        |
| 37 | Inghilterra (bandiera) | C     | James Garner              |
| 38 | Inghilterra (bandiera) | P     | Harry Tyrer               |
| 42 | Inghilterra (bandiera) | D     | Tim Iroegbunam            |
| 45 | Inghilterra (bandiera) | C     | Harrison Armstrong        |

### Staff tecnico
Dal sito internet ufficiale della società.
Staff tecnico
- David Moyes - Allenatori
- Leighton Baines - Vice allenatore
- Alan Irvine - Vice allenatore
- Aaron Cameron - Allenatore dei portieri
- Chris Jones - Head of Performance

Staff medico
- Aboul Shaheir - Dottore
- Matt Connery - Fisioterapista
- Carl Howarth - Fisioterapista
- Jimmy Comer - Fisioterapista
- Adam Newall - Fisioterapista
- Richie Porter - Podologo
- Matt Taberner - Sports Scientist

Staff organizzativo
- Jimmy Martin - Magazziniere